# Казахський національний технічний університет
Казахський національний технічний університет імені Сатбаєва (англ. Kazakh National Technical Research University) заснований 1934 року. Перший технічний вищий навчальний заклад у Казахстані. До 2001 року мав назву «Казахський гірничо-металургійний інститут». За роки існування підготував понад 10 тис. інженерів.
Університет є найстарішим технічним університетом Казахстану, що включає 10 установ і 27 кафедр.
Має гірничий, геологорозвідувальний, гідрогеологічний, нафтовий та інші факультети.
Професорсько-викладацькі кадри: 5 академіків НА Казахстану та Академії гірничих наук Росії, 20 докторів наук, 50 кандидатів наук.

## Відомі випускники
- Абдулкабірова Маухіда Атнагулівна — вчений, геолог.
- Джакупбаєв Алай Нуспекович — лауреат Ленінської премії 1961 в галузі техніки.
- Сарсеке Медеу Сапаули — відомий казахський письменник, драматург, публіцист.
- Бейбут Атамкулов — міністр закордонни справ Казахстану